# Dirk C. Fleck
Dirk C. Fleck (* 17. Februar 1943 in Hamburg) ist ein deutscher Journalist und Autor. Er wurde zweimal mit dem Deutschen Science-Fiction-Preis ausgezeichnet.

## Leben

### Journalismus
Nach dem Abitur und einer Buchhändlerlehre absolvierte Fleck seinen zivilen Ersatzdienst in München.
Anschließend studierte er an der Deutschen Journalistenschule in München. Er volontierte beim Spandauer Volksblatt in Berlin, war Lokalchef der Hamburger Morgenpost, Reporter bei Tempo sowie Redakteur bei Merian und Die Woche. Er arbeitete als Kolumnist für Die Welt und die Berliner Morgenpost, für die er über 200 Biografien bundesdeutscher Persönlichkeiten geschrieben hat. Fleck war freier Autor für die Magazine stern, GEO und Der Spiegel. Er lebt in Hamburg.
Flecks journalistisches Augenmerk gilt vor allem dem Thema Ökologie. So verfasste er bereits Mitte der achtziger Jahre die erste deutsche Umweltschutzserie in der Hamburger Morgenpost: Fluß ohne Wiederkehr – Rettet die Elbe.

### Belletristik
Flecks schriftstellerische Karriere begann 1969 mit einem Beitrag in der von Vagelis Tsakiridis herausgegebenen Pop-Anthologie Supergarde (Droste-Verlag). 1985 folgte im Eigenverlag der Roman La Triviata.
Auch in seinen Romanen wird sein umweltpolitisches Engagement deutlich. Die taz nannte ihn nach Erscheinen des Buches Palmers Krieg (1992 – Thema Ökoterrorismus) den „Vater des deutschen Ökothrillers“. 1993 legte er mit dem Roman GO! – Die Ökodiktatur eine beklemmende Zukunftsvision vor.
2008 legte Fleck nach einer längeren Pause mit Das Tahiti-Projekt den ersten Band der Maeva-Trilogie vor, die er 2011 mit Maeva! fortsetzte und 2015 mit Feuer am Fuss  abschloss. Im Oktober 2009 erschien sein Roman Hurensohn – Eine Geschichte von Sucht und Sehnsucht als E-Book. 2010 beteiligte er sich an dem von Karla Schmidt herausgegebenen literarischen Experiment Hinterland, einer Anthologie im Wurdack-Verlag, für die 20 Autoren Science-Fiction-Erzählungen nach Musik von David Bowie schrieben. Im Juni 2017 wurde sein Roman Alles auf Rot in limitierter Auflage als Privatdruck veröffentlicht.

### Sachbücher
Zu Beginn der 2010er Jahre wandte sich Fleck auch nichtfiktionalen Buchveröffentlichungen zu. So erschien 2012 sein Buch Die vierte Macht bei Hoffmann und Campe, das Interviews mit 25 deutschen Spitzenjournalisten enthält, die zu ihrer Verantwortung in einer Welt, die sich scheinbar gewissenlos selbst zerstört, befragt wurden. 2017 erschien mit La Triviata – Der Duft der Achtziger eine Textsammlung mit 258 nummerierten Gedanken, die sich in einem wiedergefundenen Tagebuch von 1985 befanden. 2018 bündelte Fleck unter dem Titel 99 Notes die seiner Meinung nach besten neunundneunzig Artikel, die seit 2016 in alternativen Foren veröffentlicht worden waren. Weitere 66 Notes folgten im Jahr 2022. Im September 2023 erschien das Buch Heroes – Mut, Rückgrat, Visionen, in dem Fleck rund 50 Persönlichkeiten und Organisationen würdigte, die sich dem Mainstream ihrer Zeit widersetzt oder entzogen haben.

## Auszeichnungen
Deutscher Science-Fiction-Preis
- 1994 für Go! – Die Ökodiktatur.[7]
- 2009 für Das Tahiti-Projekt.[8]

## Veröffentlichungen
- Taracsytha, Kurzgeschichte in Vagelis Tsakiridis (Herausgeber): Supergarde. Prosa der Beat- und Pop-Generation. Droste-Verlag, Düsseldorf 1969.
- La Triviata. Eigenverlag, 1985.
- Palmers Krieg. Ökothriller. Rasch und Röhring, Hamburg 1992, ISBN 3-89136-457-1.
  - Neuausgabe: p.machinery Verlag, Murnau 2016, ISBN 978-3-95765-064-1.
- Go! Die Öko-Diktatur. Roman. Rasch und Röhring, Hamburg 1993, ISBN 3-89136-459-8.
  - Mit dem Untertitel Erst die Erde, dann der Mensch. Neuauflage mit aktuellem Anhang als Book on Demand, 2006, ISBN 3-8334-4808-3.
  - Hörbuch/Hörspiel von Ansgar Machalický und Robert Gummlich, Köln 2009.
  - Go! Die Ökodiktatur. Neuausgabe im p.machinery Verlag, Murnau, 2013, ISBN 978-3-942533-79-9
- Maeva-Trilogie:
  - Teil 1: Das Tahiti-Projekt. Roman. Pendo Verlag, München 2008, ISBN 978-3-86612-155-3.[9]
  - Teil 2: Maeva! Roman. Greifenverlag, Rudolstadt 2011, ISBN 978-3-86939-009-3.
    - Als Das Südseevirus im Taschenbuch, Piper-Verlag, München 2012, ISBN 3-492-30067-7.

  - Teil 3: Feuer am Fuß. p.machinery Verlag, Murnau 2015, ISBN 978-3-95765-037-5.
- Hurensohn. Eine Geschichte von Sucht und Sehnsucht. Roman, E-Book,  AndersSeitig Verlag, Dresden 2009.
- V2-Schneider. (Erzählung) In: Karla Schmidt (Hrsg.): Hinterland. 20 Erzählungen... Wurdack-Verlag, 2010, ISBN 978-3-938065-69-3.
- Die vierte Macht. Spitzenjournalisten zu ihrer Verantwortung in Krisenzeiten. Hoffmann und Campe Verlag, Hamburg 2012, ISBN 978-3-455-50259-6.
- Alles auf Rot. Eine Geschichte von Sucht und Sehnsucht. Limitierter Privatdruck. p.machinery Verlag, Murnau 2017
- 99 Notes. p.machinery Verlag, Murnau 2018, ISBN 978-3-95765-120-4
- La Triviata – Der Duft der Achtziger. p.machinery Verlag, Murnau 2018. ISBN 978-3-95765-149-5
- 66 Notes. p.machinery Verlag, Winnert, 2022, ISBN 978-3-95765-304-8
- Heroes – Mut, Rückgrat, Visionen. p.machinery Verlag, 25887 Winnert, 2023, ISBN 978-3-95765-346-8. E-Book: ISBN 978-3-95764-757-3
- Gefleckte Diamanten. p.machinery Verlag, Winnert, 2024, ISBN 978-3-95765-387-1
- Ohgottohgott. Tredition Verlag, Ahrensburg, 2025, Softcover ISBN 978-3-384-57123-6, Hardcover ISBN 978-3-384-57124-3